# Aris Poulianos
Compléments
- Fondateur de la Société Anthropologique de Grèce
- Fondateur du Département de Paléoanthropologie-Spéléologie du Ministère de la Culture grec

Aris Poulianos (en grec moderne : Άρης Πουλιανός) est un anthropologue et préhistorien grec, né le 24 juillet 1924 à Icarie, une ile située dans l'est de la mer Égée, dans la préfecture de Samos. Fondateur de la Société Anthropologique de Grèce (en grec Ανθρωπολογική Εταιρεία Ελλάδος, AEE), il l'a présidée jusqu'à ce que son fils Nikos Poulianos lui succède. Cette association a géré, entre autres sites archéologiques, la grotte de Petrálona pendant 40 ans, dont Aris Poulianos a nommé en 1976 le vestige fossile le plus notable, l'Homme de Petrálona. Ses études de biologie ont aussi permis à Aris Poulianos d'étudier les groupes sanguins de la population grecque, avant l'émergence des études génétiques modernes.
Il est également une figure du protochronisme grec, et une figure de ce mouvement pseudo-historique et nationaliste.

## Anthropologue
C'est à l'université d'État de Moscou qu'il obtient son doctorat d'anthropologie en 1960, avec une thèse intitulée L'origine des Grecs. Il conclut de ses données que les Grecs sont autochtones et que leurs racines remontent aux anciens Grecs. Les connaissances sur l'origine des Grecs ont été profondément renouvelées au XXIe siècle grâce aux études génétiques modernes. Son fils Nikos A. Poulianos, né en 1956, est aussi anthropologue.
Durant sa carrière, il poursuit des études anthropologiques en mer Égée, Thrace, Macédoine, ainsi qu'à l'étranger, notamment chez les Aïnous, et au pays basque d'Espagne, entre autres.

## Préhistorien
Le crâne fossile de l'Homme de Petrálona a été découvert par Filippos Chantzaridis le 10 mai 1959 dans la grotte de Petrálona, en Chalcidique. Les professeurs Pétros Kokkoros et Antonis Kanellis, de l'université Aristote de Thessalonique, ont récupéré le crâne en septembre 1960 des mains de Theodoridis, président du bureau de la communauté de Petralona. À l'époque, il n'existait pas de spécialistes de paléoanthropologie en Grèce. Ils font donc appel à deux Allemands, l'anthropologue E. Breitinger et le paléoanthropologue O. Sickenberg. Dans le même temps, ils contactent aussi Aris Poulianos, en poste à l'université d'État de Moscou, qui examine le crâne en 1960. 
Invité en 1964 par Constantin Caramanlis à rentrer en Grèce, Aris Poulianos, qui désirait poursuivre des recherches dans la grotte de Petrálona, est nommé en 1966 au conseil d'administration de la nouvelle université établie à Patras (Péloponnèse), et y crée une chaire de Biologie et une d'Anthropologie. Il est également élu vice-président de la Société Hellénique de Spéléologie.
En 1967, il a déjà publié un certain nombre d'articles scientifiques proposant une datation d'au moins 700 000 ans pour l'Homme de Petrálona (datation qui reste contestée). Cette année-là, Aris Poulianos est emprisonné par le régime militaire des colonels. Il est libéré cinq mois et demi plus tard grâce à l'intervention d'un étudiant finlandais qui, emprisonné avec lui puis libéré, fait publier un article dans un journal de Scandinavie racontant leur emprisonnement. Une manifestation pour sa libération a lieu à Washington. Plusieurs membres de l'Union Internationale des Sciences Anthropologiques et Ethnologiques (IUAES (en)) écrivent des lettres de protestation au gouvernement grec. Mais il doit s'exiler (volontairement ou non) pendant quelques mois sur les îles grecques de Gyáros et Léros.
En 1971, il fonde la Société Anthropologique de Grèce.
En septembre 1976, il participe à un colloque à l'université de Bordeaux, au cours duquel il présente toutes les données connues alors sur l'Homme de Petrálona et le nomme officiellement Archanthropus europaeus petraloniensis.
En 1987, Aris Poulianos devient membre de l'Académie des sciences de New York.
Il a aussi conduit des fouilles sur le site de plein-air de Triglia, en Chalcidique, et sur le site à mammouth de Perdikkas, à Ptolemaïda, où a été mis au jour le squelette fossile d'un ancien mammouth d'Europe (Mammuthus meridionalis), accompagné d'outils lithiques.

## Organismes et associations
Pendant plusieurs dizaines d'années, Aris Poulianos a participé aux travaux du Conseil International des Sciences Anthropologiques et Ethnologiques de l'UNESCO. Il a participé à plus de quarante congrès scientifiques autour du monde, annonçant ses découvertes et conclusions en anthropologie.
Toute sa vie il s'est battu contre les discriminations raciales, écrivant des articles à partir de 1947 et participant depuis 1964 à des groupes antiracistes de l'UNESCO.

## Publications
Aris Poulianos a publié cinq livres et plus de cent articles scientifiques dans de nombreux journaux scientifiques grecs et internationaux.
Quelques-unes de ses publications :
- 1960 - The Origin of Greeks ; thèse de doctorat à l'Institut d'Anthropologie de Moscou, réimprimée à Athènes en 1962, 1965, 1968, et 1988.
- 1961 - Discovery of a Skull of Palaeolithic Man in Greece, dans Voprossi Anthropologhii, 8:162.
- 1963 - New Palaeolithic Finds of Greece, dans  Sov. Arheologhia, 2: 227-229.
- 1965 - On the Position of the Petralona Man within Palaeoanthropi, dans Sov. Ethnografia, 2: 91-99.
- 1967 - The Place of the Petralonian Man among Palaeoanthropi, dans Anthropos C 19, (N.S.11): 216-221. Dans Akten Anthropologischen Kongresses Brno.
- 1971 - Petralona : A Middle Pleistocene Cave in Greece, dans Archaeology, 24: 6-11.
- 1975 - Palaeoanthropological excavations at Petralona, dans Prakt. Archaeology; Et.: 131-136. Athènes.
- 1977 - Stratigraphy and Age of the Petralonian Archanthropus, dans Anthropos, 4: 37-46. Athens.
- 1980 - The Petralona Finds, dans Yearbook of the Society of Macedonian Studies : 65-76. Thessalonique.
- 1981 - Pre-sapiens Man in Greece, dans Current Anthropology, 22 (3): 287 - 288.
- 1981 - Climatic Fluctuations at Petralona Cave, dans Terra Cognita.